# 城市夜线

城市夜线标志

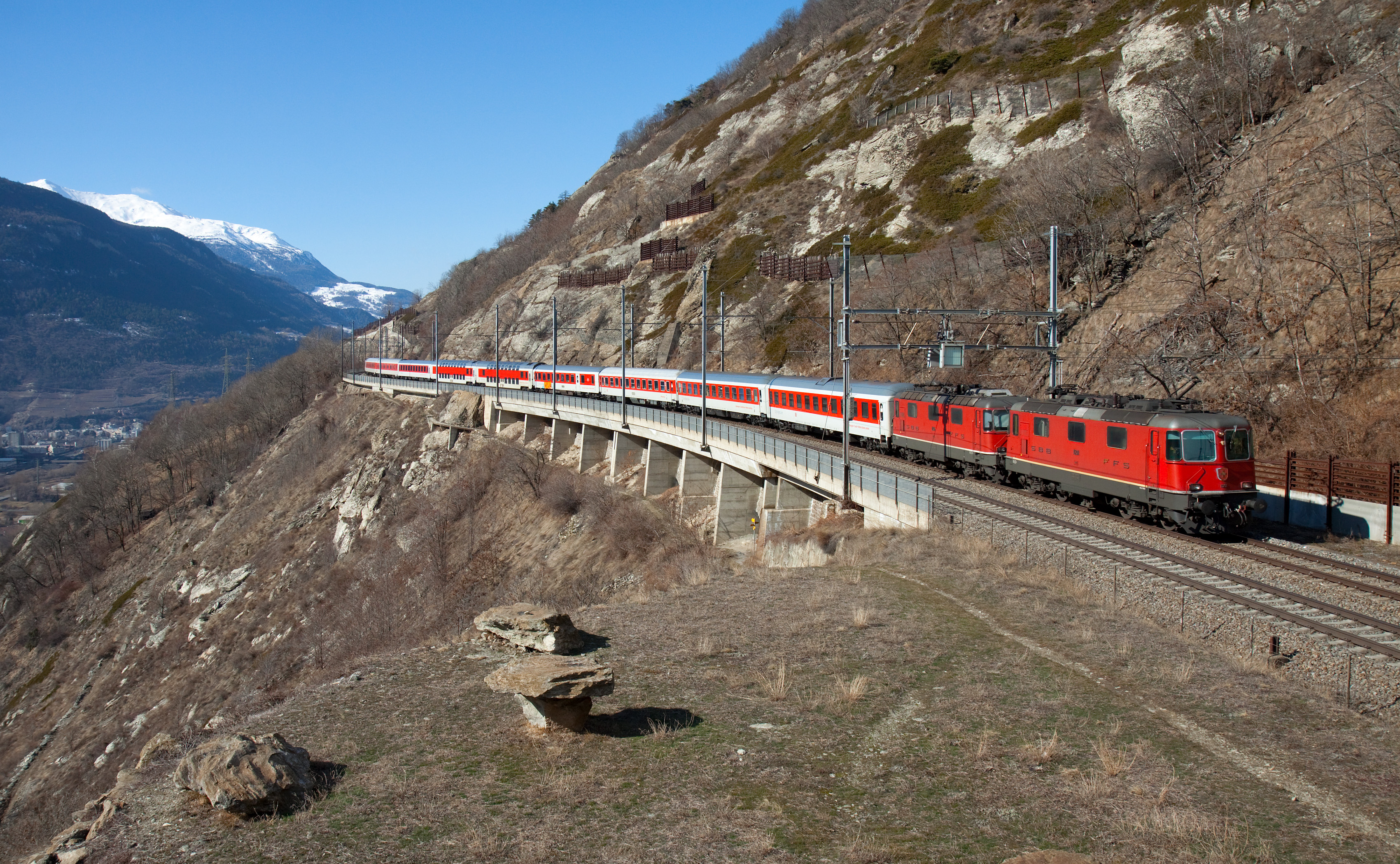
一列季节性城市夜线正驶近瑞士布里格

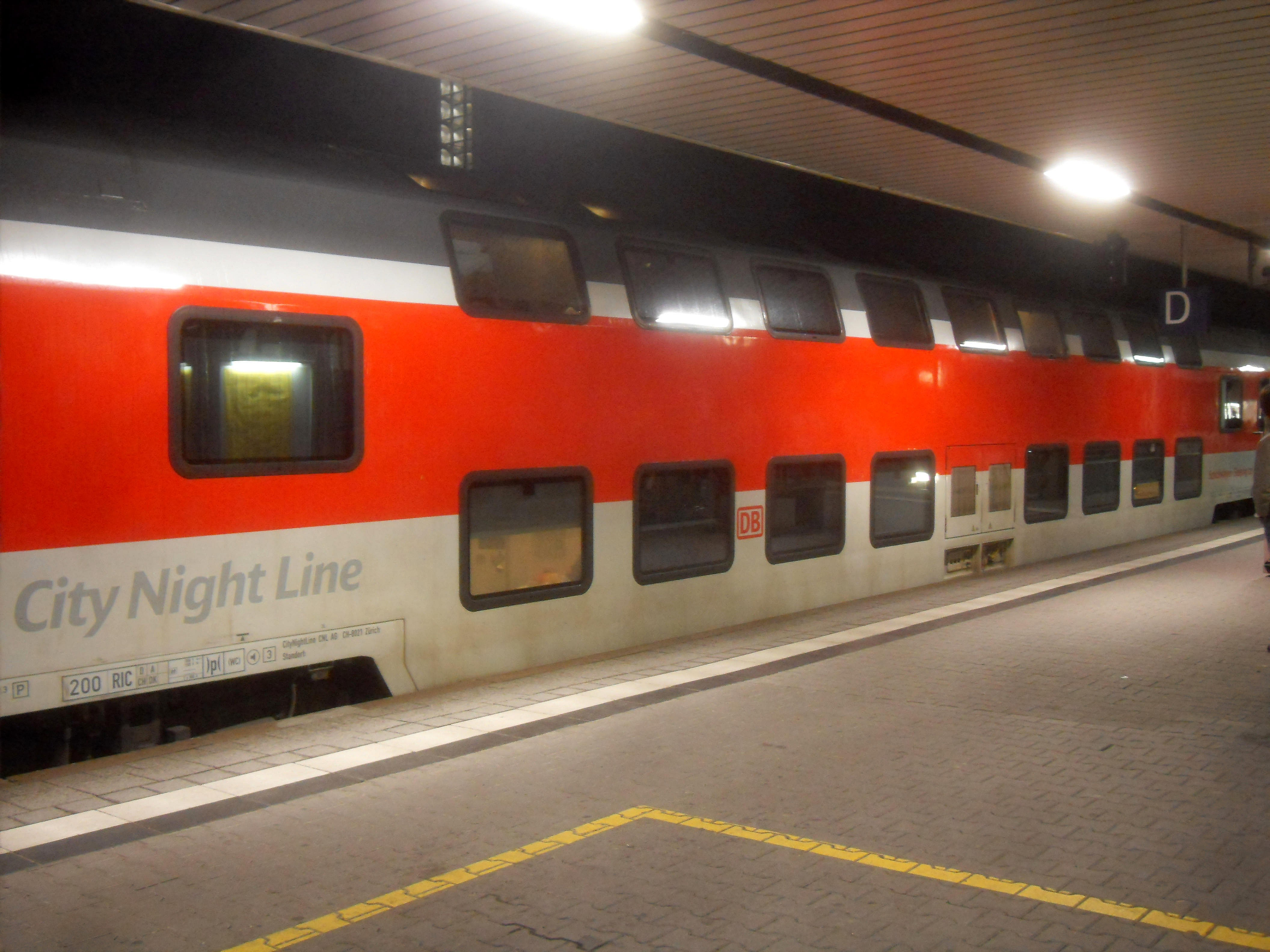
城市夜线的双层软卧车厢

城市夜线（英語：City Night Line，简称为），是运营于欧洲的一个跨境夜间列车类别。它最初由城市夜线有限公司（CityNightLine AG）负责运营。2010年1月，德铁长途运输（DB Fernverkehr AG）的全资附属子公司德铁汽车列车有限公司（DB AutoZug GmbH）通过资产交易的方式接管了该公司。

## 历史
1998年，德国铁路将其夜间列车的类别，包括欧洲夜车（EN）和假日快车（UEx）的业务均由德铁长途运输移交至下属德铁汽车列车有限公司经营。一年后，城市夜线股份公司在瑞士苏黎世成立，它由德国铁路、奥地利联邦铁路及瑞士联邦铁路共同出资组建，并由德铁长途运输全资控股。它与德铁汽车列车拥有相同的管理团队，因此德铁长途运输自此开始负责全部的夜间列车运营，并逐渐构建如今的城市夜线的核心网络。但城市夜线的服务、车厢车辆、定价仍然保持独立。
在并行的企业整合后，德铁汽车列车有限公司所运营的夜间列车被重新命名为“德铁夜车（DB Nachtzug）”类别。至2002年12月15日的时刻表变更后，德铁夜车提供的产品网络已扩展达20条线路。随着廉价航空公司的出现和国际性高速铁路网络的扩张，德国铁路意识到夜间列车的服务必须适应运输市场不断变化的需求。其目标是建立长距离（800-1500公里之间）的高速夜间列车服务作为补充产品。为了实现这一目标，原有的列车类别包括城市夜线（CNL），德铁夜车（NZ）及假日快车（UEx）均被整合为一个全新的城市夜线类别。同时，列车对其在各始发国的价格体系及推广销售也进行了整合。线路网络根据新的目标也进行了重新设计：并行的长途列车服务被终止，其它线路则实现系统性的扩展，而具有明显的季节性波动或旅游目的地的线路则被日间列车所替代。
在整合的过程中，较旧的列车车厢被迫退役。自那时起，全部列车的软卧车、硬卧车及座位车均实现了空调化。车厢提供一致的外观，漆有白底红色的窗纹及全白的车门。所有的线路均提供标准化服务。
2015年底，德国铁路宣布计划于2016年12月终止所有夜间列车服务，该计划于2016年12月11日实施。一些城市夜线上的服务被奧地利聯邦鐵路的Nightjet取代。

## 列车特点
城市夜线列车编组通常设有带活动躺椅的包厢座车或开放座车、硬卧车、软卧车及餐车，并在所有线路中提供为行动不便者而设的特殊隔间。为了方便搭载行李，列车还会加挂卧铺车与行李车相结合的硬卧/行李车或在座位车厢中特设一个行李/自行车隔间。
软卧车采用专门为城市夜线设计的产品，目前正在使用的有两种类型：双层型（型号为171.X及172.X）及舒适型（型号为173.1）。这些车厢都有装有空调，并且每个隔间都只设2个床位（有时也设3床位），豪华型配备了私人浴室（淋浴、洗手盆及厕所），经济型在隔间内配备洗手盆，淋浴间及厕所则设在过道上。笔记本电脑接口仅适用于新造的舒适型车厢。每个隔间都配备了正常大小的床。

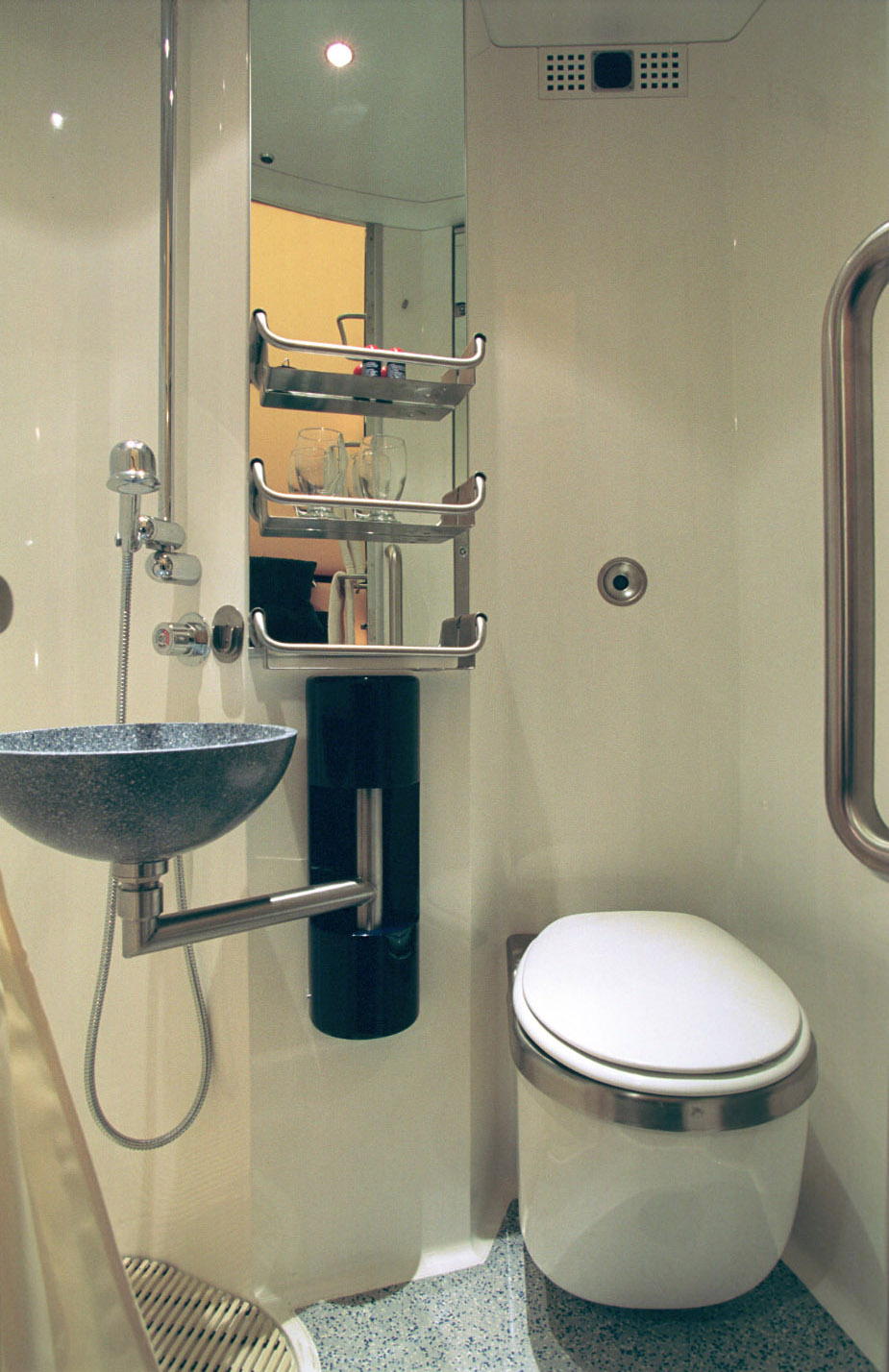
软卧车厢的浴室（舒适豪华型）
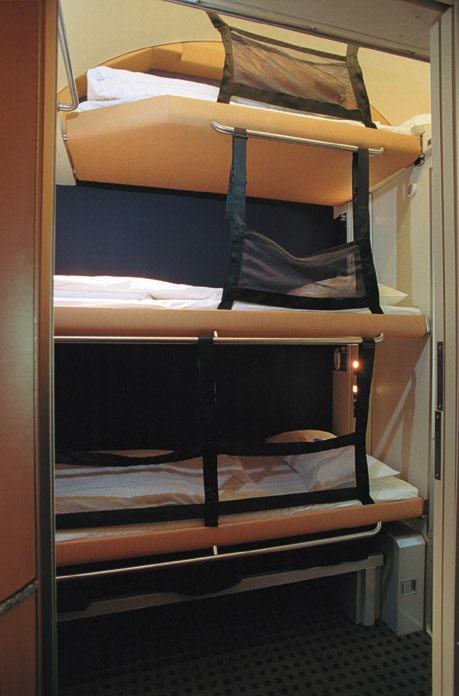
软卧车厢的床铺（带儿童保护装置）
软卧车厢的床铺（双层经济型）
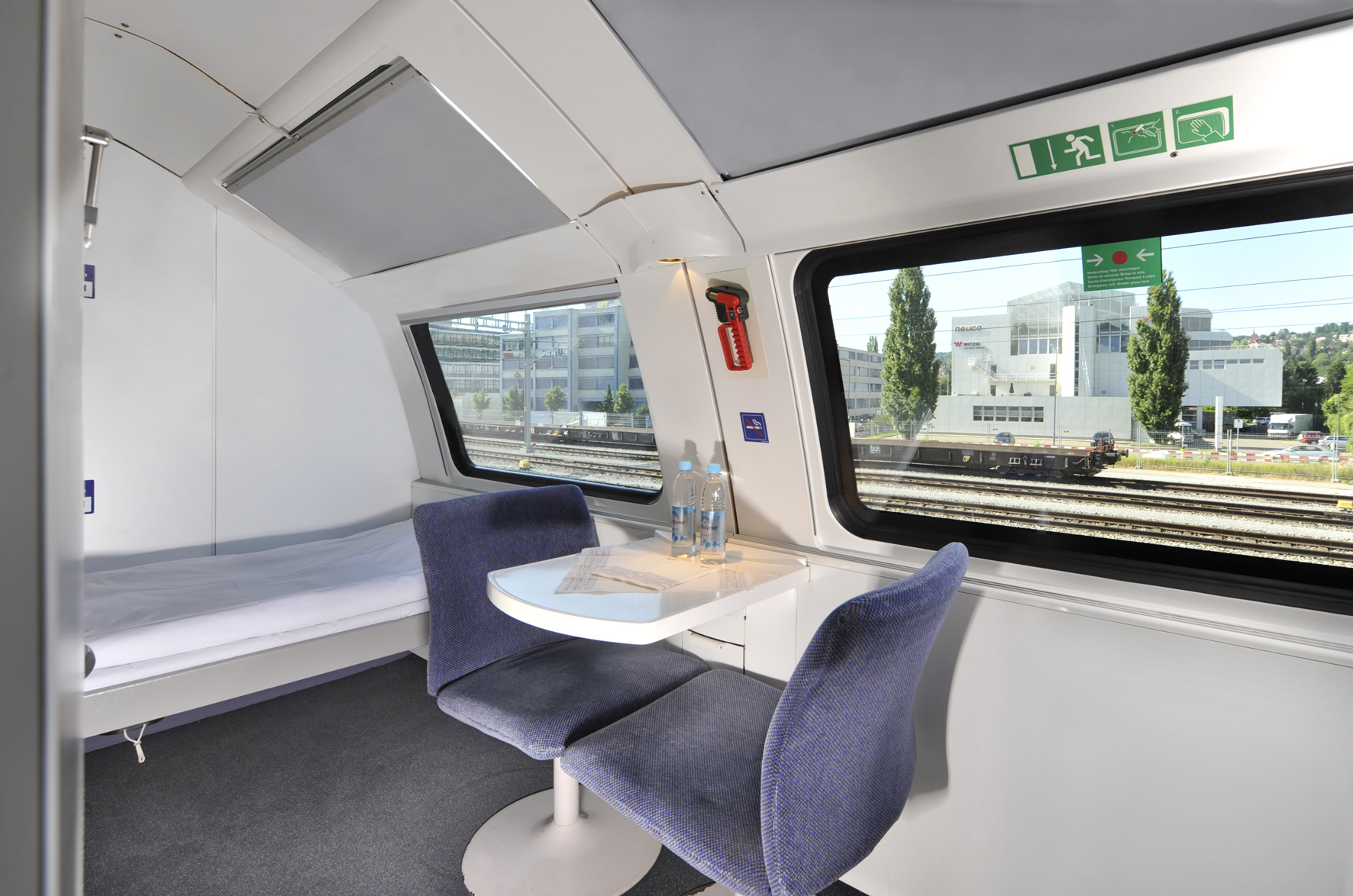
软卧车厢的床铺（双层豪华型）

硬卧车及座位车采用德国铁路及德国国营铁路原有的车厢中转换而来。硬卧车每个隔间配备了4个或6个床位，并因附加功能的不同而分为三种类型在使用：
- 硬卧车（型号为248.5）
- 带行动不便者隔间的硬卧车（型号为249.1）
- 行李/硬卧车（型号为874.1）

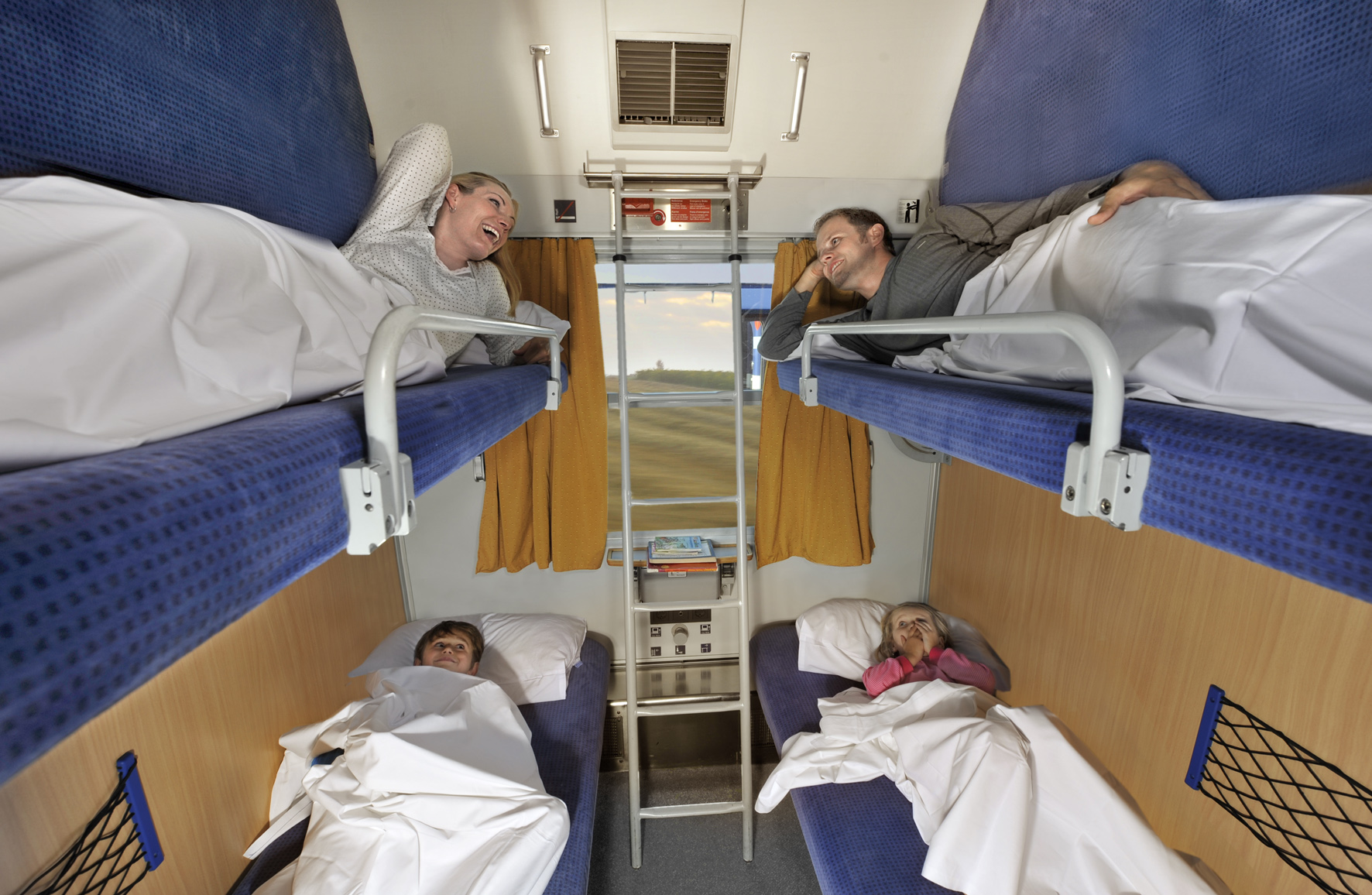
硬卧车厢（4人间）
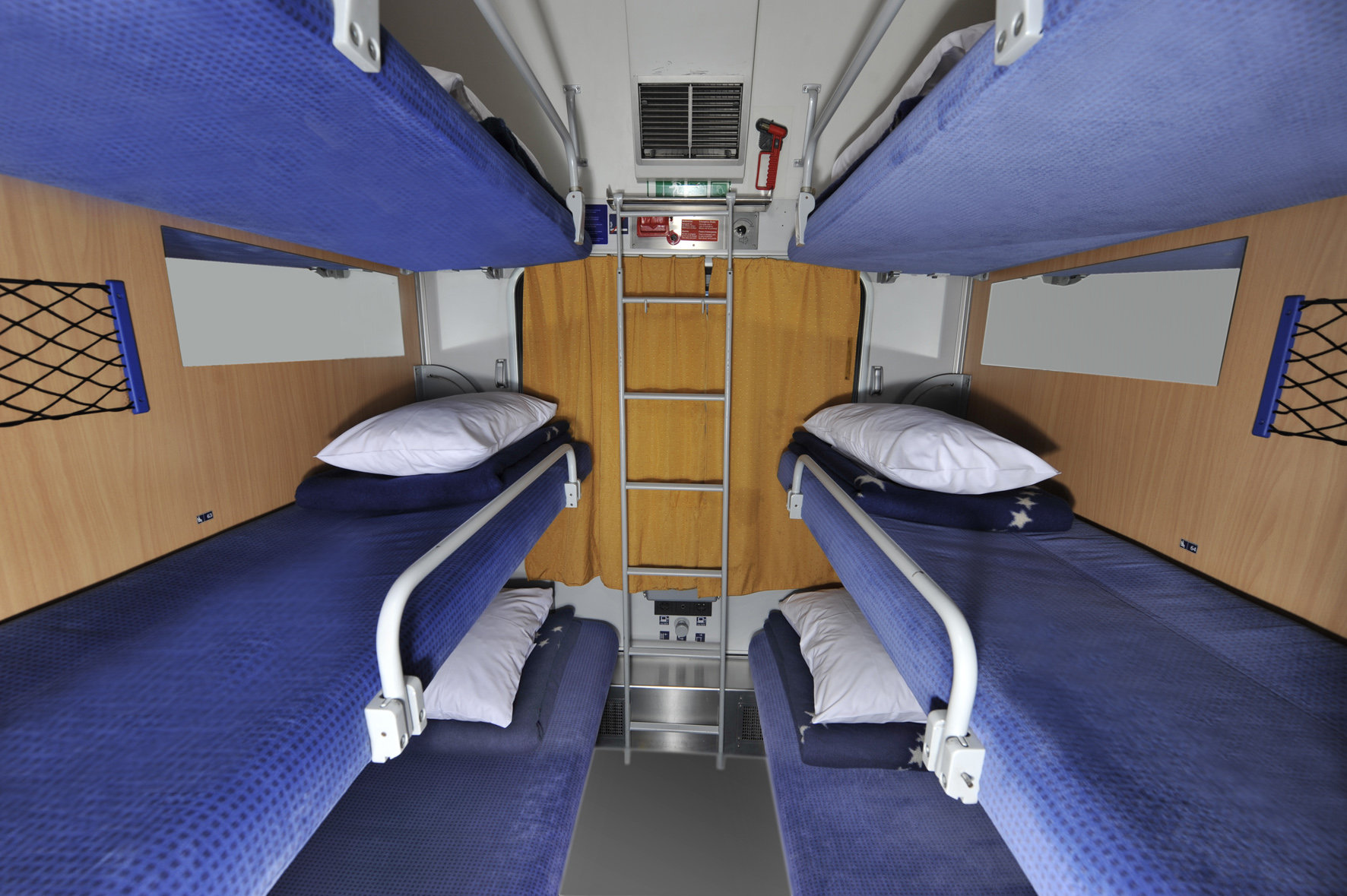
硬卧车厢（6人间）
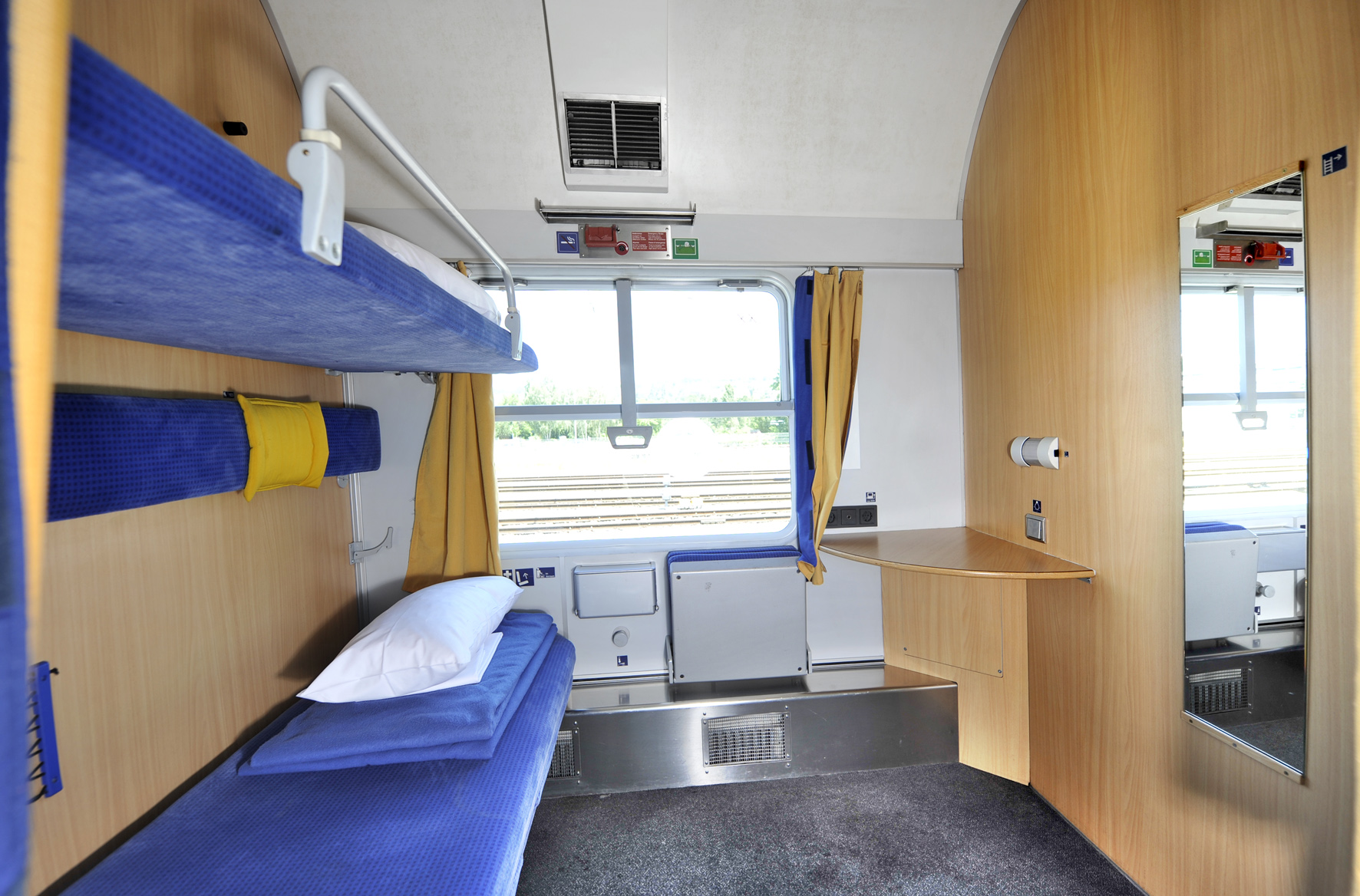
行动不便者的隔间
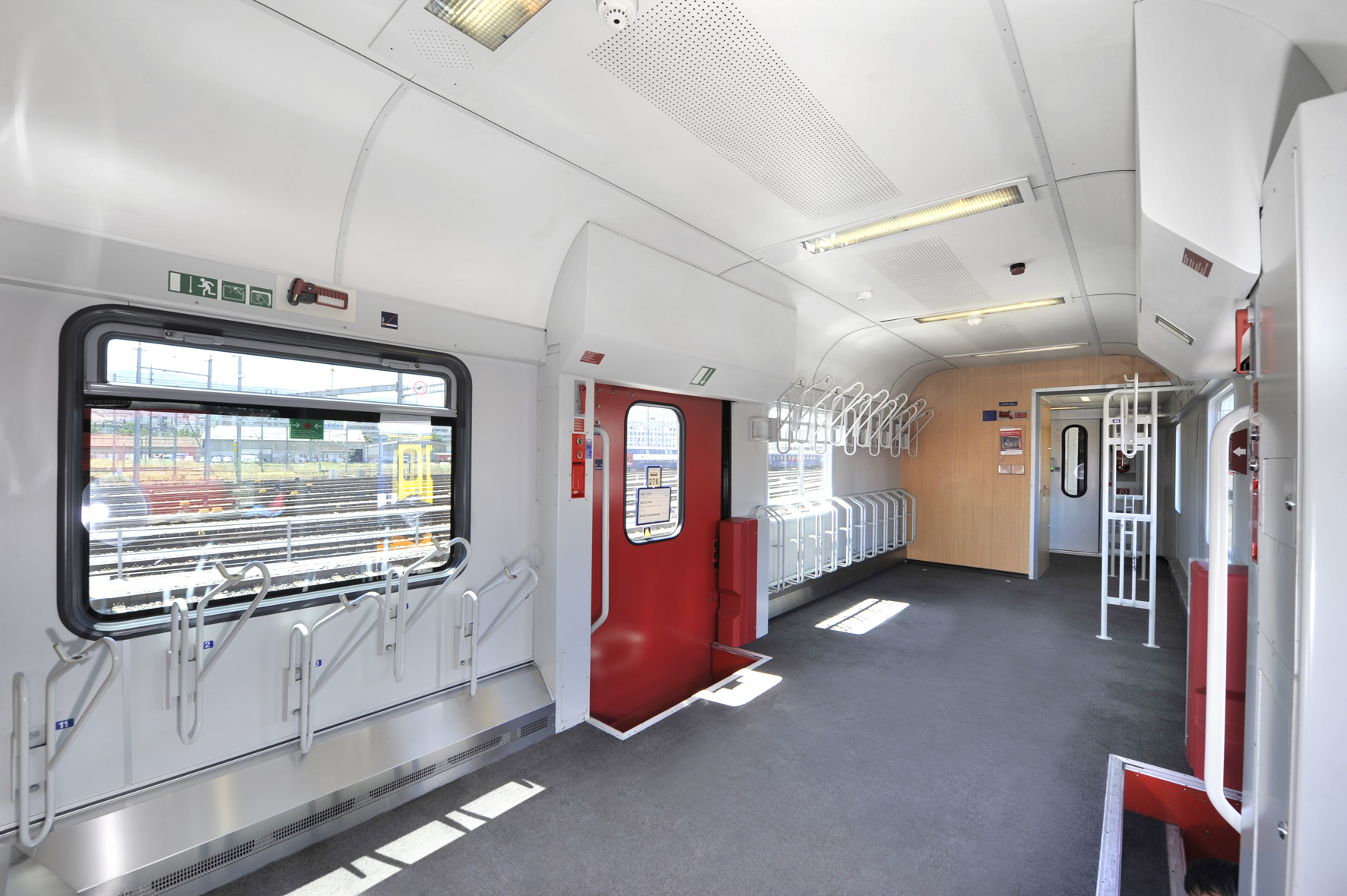
可陈放自行车、滑雪板等大件物品的多用途空间

座位车分为包厢座车（每厢6座，型号为236.9）和带活动躺椅的开放座车（型号为875.X）两种类型。

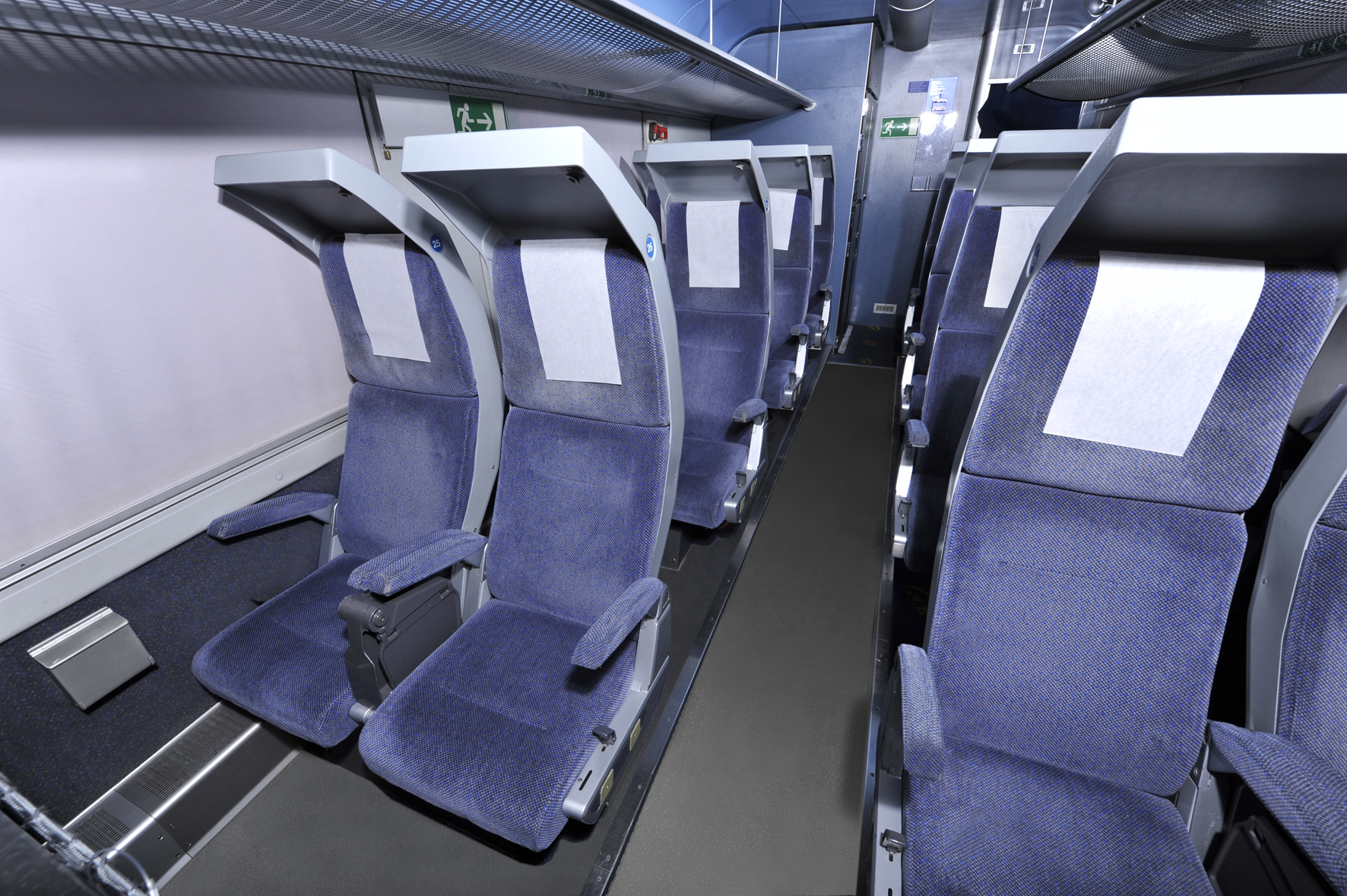
活动躺椅

## 运输服务

### 当前线路
城市夜线运行网络的目标是作为欧洲长途运输网络在长距离行程中的一种补充。其在夜间的行车时间会被延长至6小时或以上，并且对乘客的睡眠不会造成额外的时间损失。

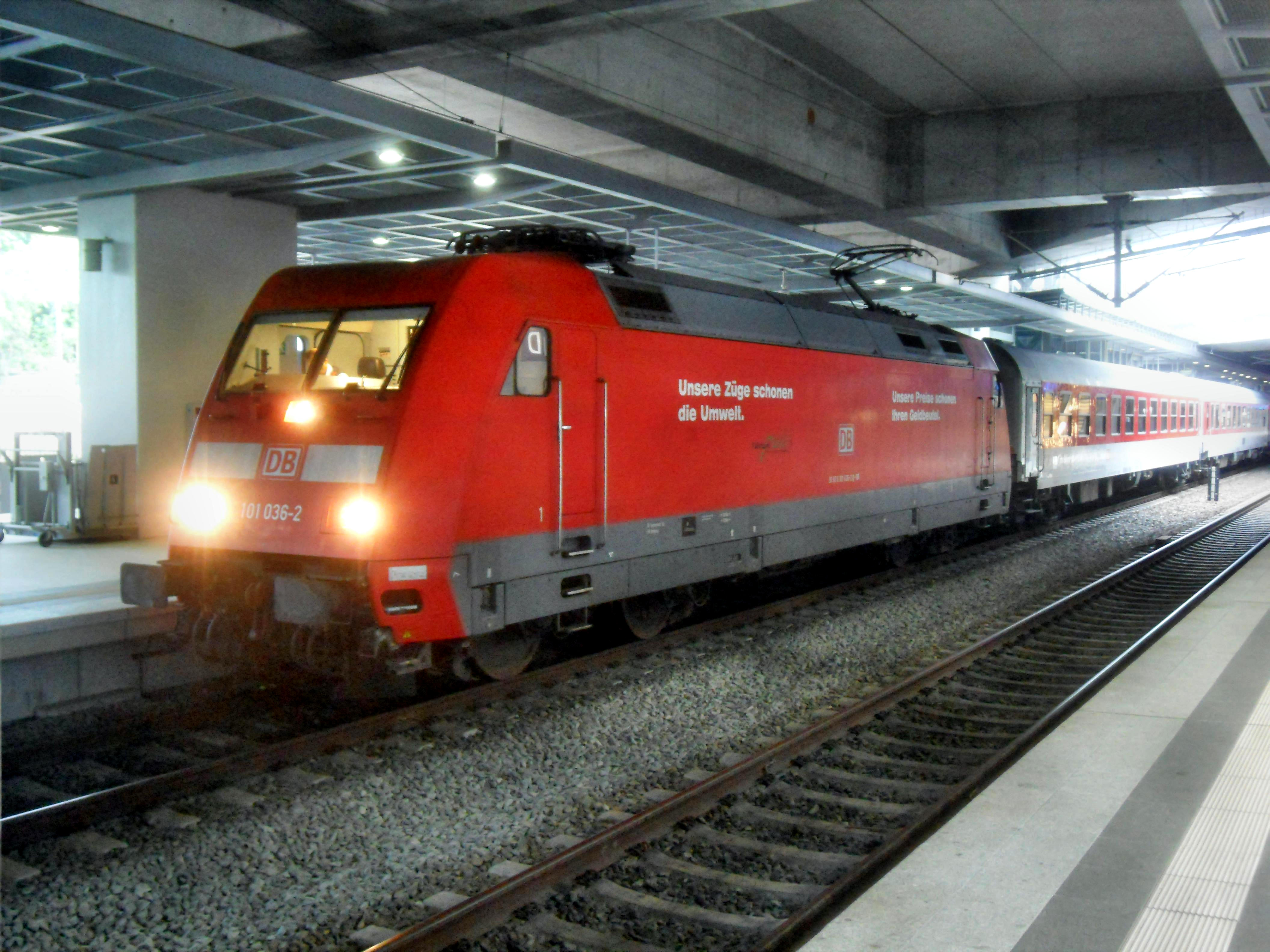
由德国铁路101型电力机车牵引的一列城市夜线于柏林南十字车站前往巴黎

| 车次            | 名称              | 线路                               |
| --------------- | ----------------- | ---------------------------------- |
| CNL 487/486     | 罗盘座 Pyxis      | 汉堡 - 慕尼黑                      |
| CNL 358/363     | 绘架座 Pictor     | 慕尼黑–威尼斯                      |
| CNL 419/418     | 北河三 Pollux     | 阿姆斯特丹 - 慕尼黑–（因斯布鲁克） |
| CNL 40419/40478 | 飞马座 Pegasus    | 阿姆斯特丹–苏黎世–（布里格）       |
| CNL 1258/1259   | 天狼星 Sirius     | （宾茨）-柏林–苏黎世               |
| CNL 458/459     | 老人星 Canopus    | 布拉格–苏黎世                      |
| CNL 1246/1247   | 五車二 Capella    | 慕尼黑–柏林                        |
| CNL 479/478     | 彗星 Komet        | 汉堡–苏黎世-（布里格）             |
| CNL 485/484     | 豺狼座 Lupus      | 慕尼黑–罗马                        |
| CNL 457/456     | 哥白尼 Kopernikus | 奥伯豪森–布拉格                    |
| CNL 40485/40484 | 天燕座 Apus       | 慕尼黑–米兰                        |

### 撤销线路

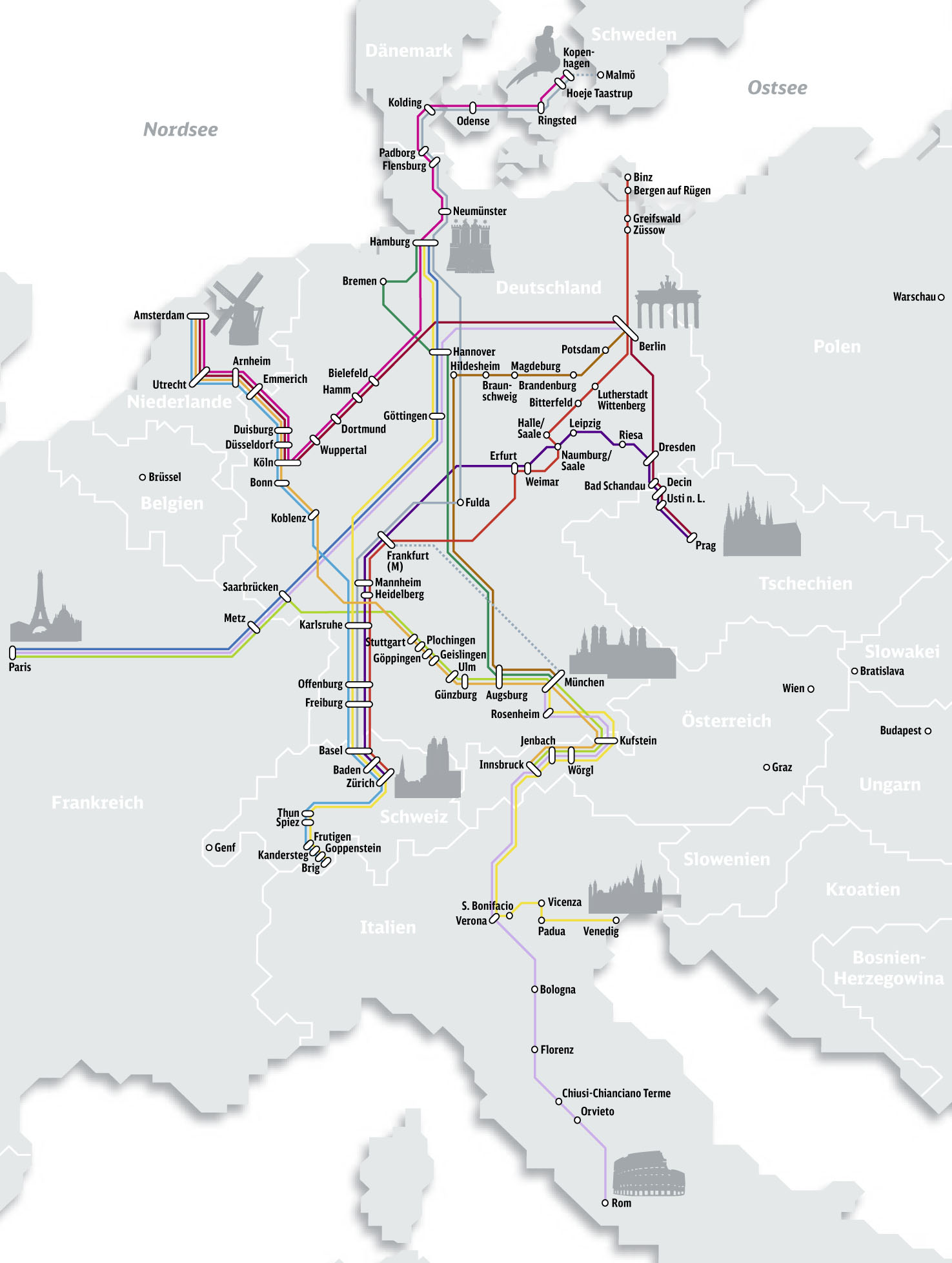
CNL于2010/2011年度的网络图

在2014年12月15日起生效的运行图调整中，城市夜线的运行网络被显著减少，共有以下线路班次停运：
| 车次            | 名称              | 原线路                     |
| --------------- | ----------------- | -------------------------- |
| CNL 40447/40473 | 极光 Borealis     | 阿姆斯特丹–哥本哈根        |
| CNL 450/451     | 英仙座 Perseus    | 巴黎–柏林                  |
| CNL 40418/40451 | 仙后座 Cassiopeia | （因斯布鲁克）–慕尼黑–巴黎 |
| CNL 473/472     | 奥罗拉 Aurora     | 哥本哈根–巴塞尔            |
| CNL 40479/50451 | 仙女座 Andromeda  | 汉堡–巴黎                  |
| CNL 50456/50473 | 猎户座 Orion      | 哥本哈根–布拉格            |

城市夜线列车在运营中采用联运车厢的机制。这些车厢从它们共同的始发站开始，作为部分线路相同的一列车组运行；在抵达某站后，它们会解编或附挂在其它列车上继续前往各自不同的目的地。同样的方式也适用于返程列车。
例如，阿姆斯特丹-慕尼黑线和阿姆斯特丹-苏黎世线的车厢会合组一列混编列车前往曼海姆。在那里，列车开始解编，前往慕尼黑的部分附挂在来自巴黎、并且目的地为慕尼黑的列车当中；而前往苏黎世的部分则加入自汉堡驶来的另一列城市夜线列车中。自2009/2010年的时刻表起，这些调车分流的过程减少到每条线路最多只允许1次。

## 车资及价格

### 德国
城市夜线的车资被分配为IC/EC产品类别（原产品类别B），作为德国铁路三档客运类别中的第二档。所有的长途促销票价或相应的折扣选项（例如铁路卡）也可用于城市夜线的线路中。与此同时一些常用的长途列车特别优惠（例如Lidl票或智宝票）通常也是有效的，但并非适用于所有的城市夜线的线路中。乘客必须检查个别优惠的具体条件。
车票最早可以在出发前一天的30日内购买。团体票则可以提前12个月购买，只要相关的时刻表已经公布。除了车资外，乘客还必须缴纳订位费。作为夜间服务的附加收费，其价格会因乘客所选择的舒适级别的不同而有所区别。

### 其它国家
荷兰
在荷兰，城市夜线一般以一个全球性的票价进行销售，因为它们在德国属于过境运输。持有通票（例如Interrail）的乘客也可以单独预定及购买。
奥地利
与荷兰相同。
瑞士
与德国相同。鉴于过境运输的高占有率，即乘客前往荷兰、捷克、丹麦方向使用全球性的票价较多。
法国
在法国，城市夜线的车票销售集成于SNCF的票务系统。这是一个全球性的收费系统，也兼具有某些特殊的地方特点（如针对年轻人或长者的特价票）。法国的一个特殊情况是，乘客搭乘4席别的硬卧车厢必须持有头等车票。
意大利
原则上与法国类似，但亦兼具地方特点。